# Parco nazionale Khao Sam Roi Yot
Il Parco nazionale Khao Sam Roi Yot (Thai: อุทยานแห่งชาติเขาสามร้อยยอด) è un sito storico-naturalistico che si trova nel distretto di Kui Buri all'interno della provincia di Prachuap Khiri Khan, in Thailandia.
Copre un'area di circa 98 chilometri quadrati di cui 21 chilometri quadrati sono aree marine. Il parco è stato istituito nel 1966 ed è stato il primo parco nazionale costiero della Thailandia. Il parco comprende la più grande palude d'acqua dolce della Thailandia.

## Geografia
Il parco si trova a circa 58 chilometri a sud di Hua Hin.
Le colline calcaree possono arrivare fino a essendo a 605 metri di altezza sul livello del mare. Tra le colline ci sono paludi d'acqua dolce e molte di queste sono utilizzate come  allevamenti di gamberetti.
Due spiagge di sabbia bianca si trovano nel parco: la Hat Laem Sala e la Hat Sam Phraya.